# A Kaposvári Rákóczi FC 2008–2009-es szezonja
A Kaposvári Rákóczi FC 2008–2009-es szezonja szócikk a Kaposvári Rákóczi FC első számú férfi labdarúgócsapatának egy szezonjáról szól, mely sorozatban az 5., összességében pedig a 10. idénye a csapatnak a magyar első osztályban. A klub fennállásának ekkor volt a 85. évfordulója.

## Mérkőzések
| Színmagyarázat | Színmagyarázat |
| -------------- | -------------- |
|                | Győzelem.      |
|                | Döntetlen.     |
|                | Vereség.       |

### Soproni Liga 2008–09

#### Őszi fordulók
| 1. forduló 2008. július 25. 19:00 |

| Kaposvári Rákóczi                                      | 3 – 1               | MTK Budapest                                 |
| ------------------------------------------------------ | ------------------- | -------------------------------------------- |
| Zahorecz 31' (11-esből) 35' (11-esből) Bozović 41' 58' | (3 – 0) Jegyzőkönyv | Bori 85' Hrepka 64' Pollák 87' Horváth 90+3' |

| Rákóczi Stadion, Kaposvár Nézőszám: 3 000 Játékvezető: Szabó Zsolt (magyar) |

| 2. forduló 2008. augusztus 2. 20:00 |

| Diósgyőr                      | 1 – 0               | Kaposvári Rákóczi             |
| ----------------------------- | ------------------- | ----------------------------- |
| Honma 18' Tóth 77' Kamber 82' | (1 – 0) Jegyzőkönyv | Graszl 18' Grúz 31' Obrić 67' |

| DVTK-stadion, Miskolc Nézőszám: 3 500 Játékvezető: Berger József (magyar) |

| 3. forduló 2008. augusztus 9. 20:00 |

| Kaposvári Rákóczi                                            | 3 – 5               | Paksi FC                                                  |
| ------------------------------------------------------------ | ------------------- | --------------------------------------------------------- |
| Zahorecz 30' (11-esből) 51' (11-esből) Farkas 75' Graszl 18' | (1 – 4) Jegyzőkönyv | Báló 7' 15' 45' Kiss 32' Tököli 41' Csehi 76' Salamon 50' |

| Rákóczi Stadion, Kaposvár Nézőszám: 2 500 Játékvezető: Andó-Szabó Sándor (magyar) |

| 4. forduló 2008. augusztus 16. 20:00 |

| Zalaegerszegi TE                                  | 1 – 1               | Kaposvári Rákóczi |
| ------------------------------------------------- | ------------------- | ----------------- |
| Petrók 71' (öngól) Waltner 51' Botis 76' Tóth 83' | (0 – 0) Jegyzőkönyv | Bozović 78'       |

| ZTE Aréna, Zalaegerszeg Nézőszám: 3 100 Játékvezető: Mészáros István (magyar) |

| 5. forduló 2008. augusztus 23. 20:00 |

| Kaposvári Rákóczi | 0 – 1               | Győri ETO               |
| ----------------- | ------------------- | ----------------------- |
| Bogdán 61'        | (0 – 0) Jegyzőkönyv | Bajzát 76' Pákolicz 84′ |

| Rákóczi Stadion, Kaposvár Nézőszám: 1 500 Játékvezető: Németh Ádám (magyar) |

| 6. forduló 2008. augusztus 30. 20:00 |

| FC Fehérvár                                     | 1 – 1               | Kaposvári Rákóczi    |
| ----------------------------------------------- | ------------------- | -------------------- |
| Pavličić 31' Cesar Romero 49' Mohl 66' Nagy 72' | (1 – 1) Jegyzőkönyv | Bogdán 2' Farkas 23' |

| Sóstói Stadion, Székesfehérvár Nézőszám: 1 976 Játékvezető: Szilasi Szabolcs (magyar) |

| 7. forduló 2008. szeptember 13. 20:00 |

| Kaposvári Rákóczi                              | 1 – 0               | Nyíregyháza Spartacus                                             |
| ---------------------------------------------- | ------------------- | ----------------------------------------------------------------- |
| Zahorecz 19' 35' Farkas 46' Obrić 77' Grúz 84′ | (1 – 0) Jegyzőkönyv | Lippai 39' Luis Ramos 50' Cornaci 71′ Miskolczi 77' Mboussi 90+4′ |

| Rákóczi Stadion, Kaposvár Nézőszám: 1 500 Játékvezető: Király Krisztián (magyar) |

| 8. forduló 2008. szeptember 21. 17:30 |

| Újpest                                   | 3 – 2               | Kaposvári Rákóczi                                            |
| ---------------------------------------- | ------------------- | ------------------------------------------------------------ |
| Mijadinoszki 6' 52' Ćutuk 25' Rajczi 64' | (2 – 0) Jegyzőkönyv | Nikolics 60' Zahorecz 83' 90' Bogdán 16' Graszl 19' Pest 41' |

| Szusza Ferenc Stadion, Budapest Nézőszám: 4 813 Játékvezető: Berger József (magyar) |

| 9. forduló 2008. szeptember 27. 19:00 |

| Kaposvári Rákóczi | 1 – 0               | BFC Siófok |
| ----------------- | ------------------- | ---------- |
| Bozović 82'       | (0 – 0) Jegyzőkönyv |            |

| Rákóczi Stadion, Kaposvár Nézőszám: 2 500 Játékvezető: Bede Ferenc (magyar) |

| 10. forduló 2008. október 4. 18:00 |

| Haladás                             | 1 – 1               | Kaposvári Rákóczi                                    |
| ----------------------------------- | ------------------- | ---------------------------------------------------- |
| Oross 27' Tóth P. 86' Tóth N. 90+3' | (1 – 0) Jegyzőkönyv | Zahorecz 86' (11-esből) 63' Grúz 50' Kovácsevics 55' |

| Rohonci úti stadion, Szombathely Nézőszám: 6 000 Játékvezető: Andó-Szabó Sándor (magyar) |

| 11. forduló 2008. október 18. 18:00 |

| Kaposvári Rákóczi    | 0 – 1               | Debreceni VSC                 |
| -------------------- | ------------------- | ----------------------------- |
| Grúz 21' Bozović 45' | (0 – 1) Jegyzőkönyv | Rudolf 30' Kiss 59' Dombi 81' |

| Rákóczi Stadion, Kaposvár Nézőszám: 1 500 Játékvezető: Vad II. István (magyar) Asszisztensek: Tóth II. Vencel Kovács Zoltán |

| 12. forduló 2008. október 25. 18:00 |

| Kecskeméti TE                                                      | 3 – 4               | Kaposvári Rákóczi                                                      |
| ------------------------------------------------------------------ | ------------------- | ---------------------------------------------------------------------- |
| Csordás 5' Montvai 31' 31' Alempijević 65' Schindler 17′ Čukić 84' | (2 – 2) Jegyzőkönyv | Nikolics 29' 62' Obrić 46' Bozović 71' Zahorecz 43' Gujić 75' Pest 84' |

| Széktói Stadion, Kecskemét Nézőszám: 4 000 Játékvezető: Kassai Viktor (magyar) |

| 13. forduló 2008. november 1. 18:00 |

| Kaposvári Rákóczi                                          | 4 – 1               | Rákospalotai EAC                         |
| ---------------------------------------------------------- | ------------------- | ---------------------------------------- |
| Bozović 15' Zahorecz 43' Nikolics 46' Bogdán 88' Gujić 75' | (2 – 0) Jegyzőkönyv | Torma 62' Rása 73' Dancs 78' Lisztes 78' |

| Rákóczi Stadion, Kaposvár Nézőszám: 2 000 Játékvezető: Arany Tamás (magyar) |

| 14. forduló 2008. november 8. 18:00 |

| Kaposvári Rákóczi                                                           | 4 – 0               | Vasas                                                  |
| --------------------------------------------------------------------------- | ------------------- | ------------------------------------------------------ |
| Grúz 13' Nikolics 45' 67' Reszli 90' Kovácsevics 18' Zahorecz 38' Obrić 84' | (2 – 0) Jegyzőkönyv | Divić 33' Sowunmi 42' Pavičević 61' Tóth 81' Gyánó 84' |

| Rákóczi Stadion, Kaposvár Nézőszám: 2 500 Játékvezető: Vad II. István (magyar) |

| 15. forduló 2008. november 15. 18:00 |

| Budapest Honvéd           | 2 – 1               | Kaposvári Rákóczi                             |
| ------------------------- | ------------------- | --------------------------------------------- |
| Hercegfalvi 36' Diego 38' | (2 – 0) Jegyzőkönyv | Nikolics 90+3' (11-esből) Petrók 36' Pest 42' |

| Bozsik József Stadion, Budapest Nézőszám: 1 200 Játékvezető: Mészáros István (magyar) |

#### Tavaszi fordulók
| 16. forduló 2009. február 21. 17:00 |

| MTK Budapest                                    | 2 – 1               | Kaposvári Rákóczi                |
| ----------------------------------------------- | ------------------- | -------------------------------- |
| Hrepka 51' Kanta 59' Gosztonyi 23' Lambulić 65' | (0 – 0) Jegyzőkönyv | Zahorecz 66' (11-esből) Grúz 90' |

| Hidegkuti Nándor Stadion, Budapest Nézőszám: 1 000 Játékvezető: Farkas Ádám (magyar) |

| 17. forduló 2009. május 6. 19:00 |

| Kaposvári Rákóczi                  | 1 – 0               | Diósgyőr                                          |
| ---------------------------------- | ------------------- | ------------------------------------------------- |
| Nikolics 44' Farkas 27' Júnior 80' | (1 – 0) Jegyzőkönyv | Lakatos 38' Bogunović 55' Szélpál 90' Miličić 90′ |

| Rákóczi Stadion, Kaposvár Nézőszám: 1 500 Játékvezető: Németh Ádám (magyar) |

| 18. forduló 2009. március 7. 18:00 |

| Paksi FC   | 0 – 0               | Kaposvári Rákóczi                 |
| ---------- | ------------------- | --------------------------------- |
| Zováth 36' | (0 – 0) Jegyzőkönyv | Petrók 44' Hegedűs 60' Kovács 84' |

| Fehérvári úti stadion, Paks Nézőszám: 800 Játékvezető: Takács János (magyar) |

| 19. forduló 2009. március 16. 19:00 |

| Kaposvári Rákóczi                          | 1 – 2               | Zalaegerszegi TE                                        |
| ------------------------------------------ | ------------------- | ------------------------------------------------------- |
| Miljatovič 57' (öngól) Petrók 33' Pest 67' | (0 – 1) Jegyzőkönyv | Waltner 26' 67' Kocsárdi 48' Horváth 44' Miljatovič 86' |

| Rákóczi Stadion, Kaposvár Nézőszám: 2 000 Játékvezető: Szilasi Szabolcs (magyar) |

| 20. forduló 2009. március 21. 18:00 |

| Győri ETO                          | 1 – 1               | Kaposvári Rákóczi                        |
| ---------------------------------- | ------------------- | ---------------------------------------- |
| Bajzát 14' Stanišić 78' Völgyi 85' | (1 – 0) Jegyzőkönyv | Zsolnai 76' Gujić 7' Petrók 51' Pest 78' |

| ETO Park, Győr Nézőszám: 2 500 Játékvezető: Németh Ádám (magyar) |

| 21. forduló 2009. április 4. 19:00 |

| Kaposvári Rákóczi                                | 1 – 1               | FC Fehérvár                                                      |
| ------------------------------------------------ | ------------------- | ---------------------------------------------------------------- |
| Obrić 31' 31' Petrók 45' Kovács 46' Zahorecz 86′ | (1 – 0) Jegyzőkönyv | Farkas 47' (11-esből) Horváth 39' Nagy 57' Elek 62' Koller 90+3' |

| Rákóczi Stadion, Kaposvár Nézőszám: 3 000 Játékvezető: Sulyok Gergely (magyar) |

| 22. forduló 2009. április 11. 19:00 |

| Nyíregyháza Spartacus      | 0 – 1               | Kaposvári Rákóczi                   |
| -------------------------- | ------------------- | ----------------------------------- |
| Hegedűs 37' Luis Ramos 87' | (0 – 1) Jegyzőkönyv | Nikolics 27' Bogdán 31' Zsolnai 67' |

| Nyíregyháza Városi Stadion, Nyíregyháza Nézőszám: 1 500 Játékvezető: Vad II. István (magyar) |

| 23. forduló 2009. április 18. 15:00 |

| Kaposvári Rákóczi                                                   | 2 – 3               | Újpest                                                             |
| ------------------------------------------------------------------- | ------------------- | ------------------------------------------------------------------ |
| Zsolnai 4' Zahorecz 32' (11-esből) Hegedűs 33' Gujić 52' Kovács 54' | (2 – 1) Jegyzőkönyv | Pollák 44' Rajczi 70' Tisza 84' 54' Stokes 27' Kabát 29' Božić 30' |

| Rákóczi Stadion, Kaposvár Nézőszám: 4 000 Játékvezető: Kassai Viktor (magyar) |

| 24. forduló 2009. április 25. 19:00 |

| BFC Siófok                                             | 2 – 5               | Kaposvári Rákóczi                                                                 |
| ------------------------------------------------------ | ------------------- | --------------------------------------------------------------------------------- |
| Magasföldi 54' 66' Roni 75' 45' Tusori 35' Horváth 76′ | (0 – 2) Jegyzőkönyv | Zsolnai 6' 28' 58' Nikolics 56' 90+2' Zahorecz 11' Bogdán 50' Petrók 63' Grúz 84' |

| Révész Géza utcai stadion, Siófok Nézőszám: 1 500 Játékvezető: Iványi Zoltán (magyar) |

| 25. forduló 2009. április 28. 19:00 |

| Kaposvári Rákóczi                                 | 2 – 3               | Haladás                                                               |
| ------------------------------------------------- | ------------------- | --------------------------------------------------------------------- |
| Nikolics 56' 52' Zahorecz 71' (11-esből) Pest 65' | (0 – 0) Jegyzőkönyv | Kenesei 60' 65' Oross 88' Schimmer 32' Rajos 34' Sipos 54' Iszlai 71' |

| Rákóczi Stadion, Kaposvár Nézőszám: 1 500 Játékvezető: Veizer Roland (magyar) |

| 26. forduló 2009. május 1. 19:00 |

| Debreceni VSC                                       | 4 – 1               | Kaposvári Rákóczi |
| --------------------------------------------------- | ------------------- | ----------------- |
| Czvitkovics 17' Mészáros 22' Szakály 30' Rudolf 70' | (3 – 0) Jegyzőkönyv | Zsolnai 75'       |

| Oláh Gábor utcai stadion, Debrecen Nézőszám: 4 000 Játékvezető: Arany Tamás (magyar) |

| 27. forduló 2009. május 9. 19:00 |

| Kaposvári Rákóczi          | 2 – 1               | Kecskeméti TE                    |
| -------------------------- | ------------------- | -------------------------------- |
| Petrók 32' 30' Zsolnai 89' | (1 – 1) Jegyzőkönyv | Némedi 22' (11-esből) Ristić 37' |

| Rákóczi Stadion, Kaposvár Nézőszám: 1 800 Játékvezető: Szilasi Szabolcs (magyar) |

| 28. forduló 2009. május 16. 19:00 |

| Rákospalotai EAC                               | 3 – 3               | Kaposvári Rákóczi                                |
| ---------------------------------------------- | ------------------- | ------------------------------------------------ |
| Torma 29' Dancs 60' 66' Kapcsos 63' Kovács 32' | (1 – 2) Jegyzőkönyv | Nikolics 14' 66' Zsolnai 20' Petrók 57' Grúz 64' |

| Budai II László Stadion, Budapest Nézőszám: 500 Játékvezető: Kassai Viktor (magyar) |

| 29. forduló 2009. május 23. 19:00 |

| Vasas                                               | 2 – 1               | Kaposvári Rákóczi                          |
| --------------------------------------------------- | ------------------- | ------------------------------------------ |
| Somorjai 38' (11-esből) 55' Beliczky 84' Laczkó 60' | (1 – 1) Jegyzőkönyv | Nikolics 27' Petrók 10' Obrić 37' Grúz 57' |

| Illovszky Rudolf Stadion, Budapest Nézőszám: 1 000 Játékvezető: Veizer Roland (magyar) |

| 30. forduló 2009. május 30. 19:00 |

| Kaposvári Rákóczi                | 3 – 1               | Budapest Honvéd |
| -------------------------------- | ------------------- | --------------- |
| Kovácsevics 11' Nikolics 23' 83' | (2 – 0) Jegyzőkönyv | Moreira 79'     |

| Rákóczi Stadion, Kaposvár Nézőszám: 1 500 Játékvezető: Bognár Tamás (magyar) |

#### A bajnokság végeredménye
| #   | Csapat                    | M  | GY | D  | V  | G+ – G– | GK  | P  | Megjegyzések                  |
| --- | ------------------------- | -- | -- | -- | -- | ------- | --- | -- | ----------------------------- |
| 1.  | Debreceni VSC (B) (I)     | 30 | 21 | 5  | 4  | 70–29   | +41 | 68 | Bajnokok Ligája (selejtező)   |
| 2.  | Újpest (I)                | 30 | 17 | 8  | 5  | 61–38   | +23 | 59 | Európa-liga (2. selejtezőkör) |
| 3.  | Haladás Ú (I)             | 30 | 16 | 5  | 9  | 44–29   | +15 | 53 | Európa-liga (1. selejtezőkör) |
| 4.  | Zalaegerszegi TE          | 30 | 15 | 7  | 8  | 52–44   | +8  | 52 |                               |
| 5.  | Kecskeméti TE Ú           | 30 | 14 | 6  | 10 | 55–44   | +11 | 48 |                               |
| 6.  | FC Fehérvár               | 30 | 14 | 6  | 10 | 42–34   | +8  | 48 |                               |
| 7.  | MTK Budapest CV           | 30 | 13 | 6  | 11 | 43–41   | +2  | 45 |                               |
| 8.  | Győri ETO                 | 30 | 11 | 10 | 9  | 57–41   | +16 | 43 |                               |
| 9.  | Kaposvári Rákóczi         | 30 | 11 | 7  | 12 | 51–46   | +5  | 40 |                               |
| 10. | Vasas                     | 30 | 11 | 5  | 14 | 42–52   | −10 | 38 |                               |
| 11. | Paksi FC                  | 30 | 9  | 8  | 13 | 38–51   | −13 | 35 |                               |
| 12. | Diósgyőr                  | 30 | 9  | 6  | 15 | 29–45   | −16 | 33 |                               |
| 13. | Budapest Honvéd (KGY) (I) | 30 | 8  | 8  | 14 | 31–46   | −15 | 32 | Európa-liga (3. selejtezőkör) |
| 14. | Nyíregyháza Spartacus     | 30 | 7  | 11 | 12 | 32–41   | −9  | 32 |                               |
| 15. | BFC Siófok (K)            | 30 | 8  | 2  | 20 | 30–56   | −26 | 26 | NB II                         |
| 16. | Rákospalotai EAC (K)      | 30 | 3  | 6  | 21 | 33–73   | −40 | 15 | NB II                         |

Utolsó frissítés: 2013. február 19. 
Forrás: MLSZ adatbank 
A rangsorolás alapszabályai: 1. összpontszám, 2. győzelmek száma, 3. egymás elleni eredmények összpontszáma,  4. egymás elleni eredmények gólkülönbsége, 5. egymás elleni eredmények szerzett góljainak száma 6. gólkülönbség, 7. szerzett gólok száma.
(B): Bajnokcsapat, (K): Kieső csapat, (F): Feljutó csapat, (I): Kupainduló, (R): A rájátszás győztese, (KGY): Kupagyőztes

#### Az eredmények összesítése
Az alábbi táblázatban összesítve szerepelnek a Kaposvári Rákóczi FC 2008/09-es bajnokságban elért eredményei.
| Ősz/tavasz (forduló)    | Otthon | Otthon | Otthon | Otthon | Otthon | Otthon | Otthon | Idegenben | Idegenben | Idegenben | Idegenben | Idegenben | Idegenben | Idegenben |
| Ősz/tavasz (forduló)    | M      | GY     | D      | V      | LG–KG  | GK     | P      | M         | GY        | D         | V         | LG–KG     | GK        | P         |
| ----------------------- | ------ | ------ | ------ | ------ | ------ | ------ | ------ | --------- | --------- | --------- | --------- | --------- | --------- | --------- |
| Őszi szezon (1–15.)     | 8      | 5      | 0      | 3      | 16–9   | +7     | 15     | 7         | 1         | 3         | 3         | 10–12     | –2        | 6         |
| Tavaszi szezon (16–30.) | 7      | 3      | 1      | 3      | 12–11  | +1     | 10     | 8         | 2         | 3         | 3         | 13–14     | –1        | 9         |
| Összesen (1–30.)        | 15     | 8      | 1      | 6      | 28–20  | +8     | 25     | 15        | 3         | 6         | 6         | 23–26     | –3        | 15        |

#### Helyezések fordulónként
| Forduló  | 1  | 2 | 3  | 4  | 5  | 6  | 7  | 8  | 9  | 10 | 11 | 12 | 13 | 14 | 15 | 16 | 17 | 18 | 19 | 20 | 21 | 22 | 23 | 24 | 25 | 26 | 27 | 28 | 29 | 30 |
| -------- | -- | - | -- | -- | -- | -- | -- | -- | -- | -- | -- | -- | -- | -- | -- | -- | -- | -- | -- | -- | -- | -- | -- | -- | -- | -- | -- | -- | -- | -- |
| Helyszín | O  | I | O  | I  | O  | I  | O  | I  | O  | I  | O  | I  | O  | O  | I  | I  | O  | I  | O  | I  | O  | I  | O  | I  | O  | I  | O  | I  | I  | O  |
| Eredmény | GY | V | V  | D  | V  | D  | GY | V  | GY | D  | V  | GY | GY | GY | V  | V  | GY | D  | V  | D  | D  | GY | V  | GY | V  | V  | GY | D  | V  | GY |
| Helyezés | 1  | 5 | 11 | 11 | 14 | 13 | 12 | 12 | 11 | 10 | 11 | 10 | 8  | 6  | 7  | 11 | 8  | 7  | 8  | 9  | 10 | 7  | 10 | 8  | 9  | 10 | 9  | 9  | 10 | 9  |

Helyszín: O = Otthon; I = Idegenben. Eredmény: GY = Győzelem; D = Döntetlen; V = Vereség.

### Magyar kupa
| 3. forduló 2008. szeptember 3. 15:30 |

| Andráshida SC              | 0 – 1               | Kaposvári Rákóczi       |
| -------------------------- | ------------------- | ----------------------- |
| Simon P. 43' Németh Z. 86′ | (0 – 0) Jegyzőkönyv | Zahorecz 87' (11-esből) |

| Andráshida Nézőszám: 400 Játékvezető: Ákos Dávid (magyar) |

| 4. forduló 2008. szeptember 24. 15:30 |

| Gránit Gyógyfürdő SE | 0 – 6               | Kaposvári Rákóczi                                   |
| -------------------- | ------------------- | --------------------------------------------------- |
| Hajmási 80'          | (0 – 1) Jegyzőkönyv | Nikolics 37' 88' Obrić 64' 72' 85' Grúz 75' Ato 86' |

| Játékvezető: Pintér Csaba (magyar) |

| 5. forduló Első mérkőzés 2008. október 8. 17:00 |

| Kaposvári Rákóczi                                 | 2 – 4               | MTK Budapest                                  |
| ------------------------------------------------- | ------------------- | --------------------------------------------- |
| Bozović 24' Petrók 33' 52' Zahorecz 20' Gujić 34' | (2 – 1) Jegyzőkönyv | Hrepka 43' 50' 59' 31' Gosztonyi 61' Nagy 14' |

| Rákóczi Stadion, Kaposvár Játékvezető: Berger József (magyar) |

| 5. forduló Visszavágó 2008. október 21. 17:00 |

| MTK Budapest                                       | 6 – 1               | Kaposvári Rákóczi |
| -------------------------------------------------- | ------------------- | ----------------- |
| Kecskés 21' Hrepka 53' 89' Nagy 64' 85' Lencse 88' | (1 – 0) Jegyzőkönyv | Bozović 83'       |

| Hidegkuti Nándor Stadion, Budapest Játékvezető: Kovács Gábor (magyar) |

### Ligakupa

#### Csoportkör (C csoport)
| 1. forduló 2008. október 1. 16:00 |

| Kaposvári Rákóczi   | 2 – 4               | Újpest                           |
| ------------------- | ------------------- | -------------------------------- |
| Reszli 24' Tabi 78' | (1 – 3) Jegyzőkönyv | Foxi 14' Lázár 29' Szabó 35' 60' |

| Rákóczi Stadion, Kaposvár Játékvezető: Pánczél Krisztián (magyar) |

| 2. forduló 2008. október 15. 14:30 |

| Dunaújváros FC | 1 – 5               | Kaposvári Rákóczi                                        |
| -------------- | ------------------- | -------------------------------------------------------- |
| Simpson 37'    | (1 – 0) Jegyzőkönyv | Ato 47' 59' 78' Jovánczai 66' 65' Kerekes 75' Szeles 63' |

| Dunaújváros Játékvezető: Szöllősi Ferenc (magyar) |

| 3. forduló 2008. október 29. 14:00 |

| Kaposvári Rákóczi | 1 – 0               | Zalaegerszegi TE |
| ----------------- | ------------------- | ---------------- |
| Kerekes 66'       | (0 – 0) Jegyzőkönyv |                  |

| Rákóczi Stadion, Kaposvár Játékvezető: Erdős József (magyar) |

| 4. forduló 2008. november 5. 14:00 |

| Kaposvári Rákóczi | 1 – 4               | Pécsi MFC                              |
| ----------------- | ------------------- | -------------------------------------- |
| Reszli 67'        | (0 – 4) Jegyzőkönyv | Nagy 11' Horváth 23' 32' 35' Finta 66' |

| Rákóczi Stadion, Kaposvár Játékvezető: Németh Ádám (magyar) |

| 5. forduló 2008. november 12. 13:00 |

| Paksi FC                                                           | 4 – 0               | Kaposvári Rákóczi                    |
| ------------------------------------------------------------------ | ------------------- | ------------------------------------ |
| Szabó 32' Tamási 45' Márkus 47' Buzás 90' Mészáros 40' Weitner 85' | (2 – 0) Jegyzőkönyv | Jovánczai 25' Balogh 28' Horváth 89' |

| Fehérvári úti stadion, Paks Játékvezető: Oláh Gábor (magyar) |

| 6. forduló 2008. november 22. 15:00 |

| Újpest                    | 2 – 4               | Kaposvári Rákóczi                                      |
| ------------------------- | ------------------- | ------------------------------------------------------ |
| Foxi 34' Rajczi 87' 90+3′ | (1 – 4) Jegyzőkönyv | Petrók 13' Nikolics 16' 42' Ćutuk 39' (öngól) Grúz 74' |

| Szusza Ferenc Stadion, Budapest Játékvezető: Solymosi Péter (magyar) |

| 7. forduló 2008. november 29. 13:00 |

| Kaposvári Rákóczi                                     | 2 – 2               | Dunaújváros FC         |
| ----------------------------------------------------- | ------------------- | ---------------------- |
| Nikolics 30' Bozović 83' Zahorecz 46' Kovácsevics 86' | (1 – 2) Jegyzőkönyv | Nagy 26' 27' Szabó 84' |

| Rákóczi Stadion, Kaposvár Játékvezető: Szilasi Szabolcs (magyar) |

| 8. forduló 2008. november 26. 13:00 |

| Zalaegerszegi TE | 0 – 5               | Kaposvári Rákóczi                                  |
| ---------------- | ------------------- | -------------------------------------------------- |
|                  | (0 – 2) Jegyzőkönyv | Nikolics 6' Bozović 35' 53' Balogh 64' Kerekes 81' |

| ZTE Aréna, Zalaegerszeg Játékvezető: Ákos Dávid (magyar) |

| 9. forduló 2009. február 8. 14:00 |

| Pécsi MFC                           | 2 – 4               | Kaposvári Rákóczi                                            |
| ----------------------------------- | ------------------- | ------------------------------------------------------------ |
| Szalai 11' Szabados 57' Kulcsár 50' | (1 – 0) Jegyzőkönyv | Farkas 65' 90' Reszli 83' Nikolics 85' Petrók 69' Graszl 87' |

| PMFC Stadion, Pécs Játékvezető: Berger József (magyar) |

| 10. forduló 2009. február 14. 13:00 |

| Kaposvári Rákóczi           | 2 – 1               | Paksi FC                                                |
| --------------------------- | ------------------- | ------------------------------------------------------- |
| Nikolics 18' 34' Pintér 28' | (2 – 1) Jegyzőkönyv | Pintér 29' Nikolov 21′ Kiss 38' Heffler 45' Horváth 61' |

| Rákóczi Stadion, Kaposvár Játékvezető: Vad II. István (magyar) |

#### A C csoport végeredménye
| Színmagyarázat | Színmagyarázat                                                 |
| -------------- | -------------------------------------------------------------- |
|                | A csoportelső és csoportmásodik bejutott a negyeddöntőbe.      |
|                | A csoport többi helyezettje nem folytathatta a kupaszereplést. |

| Csapat            | M  | Gy | D | V | Lg | Kg | Gk  | P  |
| ----------------- | -- | -- | - | - | -- | -- | --- | -- |
| Újpest            | 10 | 6  | 2 | 2 | 25 | 15 | +10 | 20 |
| Pécsi MFC         | 10 | 6  | 2 | 2 | 24 | 14 | +10 | 20 |
| Kaposvári Rákóczi | 10 | 6  | 1 | 3 | 26 | 20 | +6  | 19 |
| Zalaegerszegi TE  | 10 | 4  | 1 | 5 | 15 | 15 | 0   | 13 |
| Paksi FC          | 10 | 3  | 2 | 5 | 17 | 14 | +3  | 11 |
| Dunaújváros FC    | 10 | 0  | 2 | 8 | 11 | 40 | -29 | 2  |

## Külső hivatkozások
- A csapat hivatalos honlapja (magyarul)
- A Magyar Labdarúgó Szövetség honlapja, adatbankja (magyarul)
- A Kaposvári Rákóczi FC mérkőzései